# Adolf-Windaus-Medaille
Die Adolf-Windaus-Medaille ist ein Preis für Naturstoffchemie der Universität Göttingen.
Sie ist nach Adolf Windaus benannt (und wurde zuerst 1977 aus Anlass des 100. Geburtstags von Windaus verliehen) und ist mit einer Vorlesung in Göttingen verbunden.
Es gibt auch einen Adolf-Windaus-Preis der Falk Pharma für Forschung zu Gallensäuren (mit 15.000 Euro dotiert).

## Preisträger
Die Liste ist nicht vollständig
- 1977 Rudolf Wiechert[1]
- 1981 Burchard Franck
- 1983 Kurt Peter C. Vollhardt
- 1985 Gerhard Quinkert
- 1987 Alan Battersby
- 1989 Wolfgang Steglich
- 1993 Ekkehard Winterfeldt[2]
- 1994 Steven Ley
- 1999 Richard A. Lerner[3]
- 2001 Horst Kunz[4]
- 2006 Gerhard Bringmann[5]
- 2009 Chulabhorn Mahidol[6]
- 2015 Alois Fürstner[7]
- 2017 Thomas Carell[8]